# Sông Ngàn Sâu
Sông Ngàn Sâu là một phụ lưu chính của sông La. Sông này dài khoảng 131 km, bắt nguồn từ vùng núi Ông Giao Thừa (cao 1.100 m) và núi Cũ Lân (cao 1.014 m) thuộc dãy núi Trường Sơn nằm trên địa bàn giáp ranh của hai tỉnh Hà Tĩnh và Quảng Bình, Việt Nam. sông chảy về hướng Bắc qua huyện Hương Khê, Vũ Quang, Đức Thọ và Hương Sơn (tỉnh Hà Tĩnh) rồi hợp lưu với sông Ngàn Phố tại ngã ba Tam Soa (hay bến Tam Soa), huyện Đức Thọ tạo thành dòng sông La.

## Đặc điểm
Diện tích lưu vực 3.214 km², độ cao trung bình 360 m, độ dốc trung bình 28,2%, mật độ sông suối 0,87 km/km². Tổng lượng nước trung bình nhiều năm 6,15 km³ tương ứng với lưu lượng trung bình năm 195 m3/s và moduyn dòng chảy năm 47 l/s. km². Mùa lũ ngắn từ tháng 9 - 11. Lượng dòng chảy mùa lũ chiếm khoảng 56 - 57% lượng dòng chảy năm.
Sông Ngàn Sâu có các phụ lưu là sông Tiêm, sông Ngàn Trươi. Toàn bộ lưu vực sông Ngàn Sâu rộng 2061 km².
Sông Ngàn Sâu còn có một phụ lưu gọi là Rào Bội ở cầu Tân Đức, Quảng Bình, đến xã Hương Trạch thì thêm một phụ lưu nữa là Rào Rồng, hai phụ lưu này đều chảy theo hướng Đông Tây.